# Brovinje
Brovinje är en ort i Kroatien.   Den ligger i länet Istrien, i den västra delen av landet, 170 km sydväst om huvudstaden Zagreb. Brovinje ligger 56 meter över havet och antalet invånare är 180.
Terrängen runt Brovinje är kuperad åt nordväst, men söderut är den platt. Havet är nära Brovinje åt sydost.  Närmaste större samhälle är Labin, 14,3 km norr om Brovinje. Omgivningarna runt Brovinje är en mosaik av jordbruksmark och naturlig växtlighet.